# Walter Suzzi
Walter Suzzi nome di battaglia "Sputafuoco" (Castiglione di Ravenna, 14 ottobre 1924 – Ravenna, 18 luglio 1944) è stato un partigiano e antifascista italiano.

## Biografia
Nel 1942 viene arruolato nella Marina Militare come "marò servizi vari" e inviato in congedo in attesa della chiamata della sua classe.
Ancora prima dell'8 settembre era iniziato il suo impegno nella Resistenza. La sua famiglia era una famiglia di antifascisti e dopo la caduta del fascismo la sua casa divenne per alcuni mesi la sede del Comando partigiano nel ravennate. Così, per Walter ("Sputafuoco"), fu automatico entrare a far parte della Resistenza, diventando comandante di un Distaccamento della Brigata Garibaldi Romagnola, operante sugli Appennini forlivesi.

Nell'aprile 1944, la Brigata - da poco trasformata in Divisione: il Gruppo Brigate "Romagna" - fu vittima di un massiccio rastrellamento nazifascista che, nonostante la resistenza opposta, sbandò la formazione (che si ricostituirà successivamente col nome di 8ª Brigata Garibaldi "Romagna").
Tornato in pianura, "Sputafuoco" si impegnò all'interno della Resistenza ravennate - coordinata da Arrigo Boldrini ("Bulow") - al comando del "GAP volante" di Ravenna, una unità scelta di partigiani incaricata delle azioni più audaci, con cui riuscì a mettere a segno diverse azioni.

Il 16 luglio 1944, di ritorno da una missione, fu catturato a Porta Serrata di Ravenna, torturato e infine riportato nel luogo della cattura ove venne fucilato.
Il suo posto sarà preso da Umberto Ricci ("Napoleone"), ma anch'egli dopo alcune clamorose azioni verrà catturato ed impiccato a Ravenna.
Nel 1951 gli è stata conferita la medaglia d'oro al valor militare alla memoria dal Presidente della Repubblica Luigi Einaudi.